# Terry et les Pirates
Terry et les Pirates est une bande dessinée américaine créée en octobre 1934 par Milton Caniff, parue sous forme de « comic strips » mais également sous forme de planches.

## Historique
Le propriétaire du journal New York Daily News, Joseph Medill Patterson a remarqué le travail de Caniff sur le « strip » d'aventures pour enfants Dickie Dare publié par  l'Associated Press et il l'engage en 1934 afin de lancer une nouvelle série. Il souhaite fournir à ses lecteurs une bonne série de bande dessinée qui pourrait par la même occasion augmenter les ventes de son quotidien.
Patterson prête à Caniff Les Hauts de Hurlevent ainsi qu'un livre sur les pirates chinois et lui précise ses attentes : il lui faut une série d'aventure, un héros courageux, de jolies filles à sauver, de l'humour... Sur ces bases, Caniff va créer une des séries les plus célèbres de la bande dessinée américaine : Terry et les Pirates (Terry and the Pirates).
Le premier strip quotidien paraît le 22 octobre 1934 et la première planche du dimanche en couleur paraît le 9 décembre 1934. Dans un premier temps, il réalise deux histoires différentes, l'une pour les strips quotidiens et l'autre pour les pages dominicales, mais ces deux histoires sont lourdes à gérer et, le 26 août 1936, elles sont réunies en une seule et même histoire. 
Le premier « strip » introduit les deux personnages principaux, le jeune américain Terry Lee ainsi que son ami journaliste Pat Ryan, lesquels débarquent en Chine. Ils recherchent une mine d'or perdue, découverte par le grand-père de Terry. Ils sont rejoints dès le deuxième strip par Georges Webster Confucius, dit Connie, qui leur servira d'interprète, de guide local, et qui deviendra leur ami. Viendront ensuite deux personnages féminins incontournables de la série : la blonde Burma rencontrée sur une île de la mer de Chine et Dragon Lady.
La série, démarrée sous le signe de l'aventure exotique, s'orientera ensuite vers le récit guerrier avec l'entrée des États-Unis dans la Seconde Guerre mondiale.
Le 29 décembre 1946, Caniff, qui n'a aucun droit sur cette série, décide de l'abandonner, pour en démarrer une nouvelle dont il serait le propriétaire et dont il aurait le contrôle artistique : ce sera Steve Canyon dès le 19 janvier 1947 dans les pages du Chicago Sun.
Après le départ de Caniff, Terry et les Pirates est repris par George Wunder du 30 décembre 1946 au 25 février 1973.

## Publications en français

### Périodiques
- Terry et les Pirates, dans Junior no 57-145, 1937-1939.
- Les Aventures de François, dans L'Aventureux no 117-135, 1938.
- Barry et le Lotus d'Or (1938), dans Hardi présente Donald no 1-27, 1947.
- Terry et les Pirates (1938), dans Comics 130 no 1-6, 1970-72.
- Terry et les Pirates (1935), dans Pieds nickelés magazine no 6-8, 1972.
- Terry et les Pirates (1934-1936), dans Retro BD no 1-17, 1978-1979. Noir et blanc.

### Albums
Plusieurs éditeurs ont tenté sans succès de publier l'intégrale de la série en français, et ce jusqu'en 2010 où la galerie BDartist(e) a entrepris la publication de l'intégrale de la période Milton Caniff.
- Slatkine :

1. Dragon Lady (du 28 août 1936 au février 1937), 1980  (ISBN 2-05-100233-9).
2. Rencontre avec Burma (du 20 décembre 1935 au 27 août 1936), 1981  (ISBN 2-05-100313-0).
3. La mine d'or perdue (du 24 octobre 1934 au 8 juin 1935), 1981  (ISBN 2-05-100363-7).
4. Une dangereuse passion (du 10 juin 1935 au 19 décembre 1935), 1982  (ISBN 2-05-100461-7).

- Futuropolis, collection « Copyright » :

1. La princesse San Soo (du 28 août 1936 au 18 octobre 1936), 1985  (ISBN 978-2737652233).
2. Normandie Drake n'est plus libre du 19 octobre 1936 au 13 juin 1937, 1985  (ISBN 978-2737652240).
3. Pat Ryan inculpé du 14 juin 1937 au 17 octobre 1937, 1986  (ISBN 978-2737652257).
4. Capitaine Judas du 18 octobre 1937 au 21 décembre 1937, 1987  (ISBN 978-2737655920).
5. Dans les griffes de Klang du 13 mars 1938 au 3 avril 1938, 1988  (ISBN 978-2737656798).
6. Un séjour de rêve du 4 avril 1938 au ?, 1989  (ISBN 978-2737626357).

- Zenda, intégrale en couleur :

1. 1934-1935, 1990.
2. 1935-1936, 1991.

- BdArtist(e), l'intégrale :

1. 1934-1936, 2010  (ISBN 978-2919243006).
2. 1936-1938, 2011  (ISBN 978-2919243037).
3. 1939-1940, 2012  (ISBN 978-2919243051).
4. 1941-1942, 2016  (ISBN 978-2919243143).
5. 1943-1944, 2019  (ISBN 978-2919243273).
6. 1945-1946, 2021  (ISBN 978-2919243396).